# Paraphaenocladius pseudirritus
Paraphaenocladius pseudirritus är en tvåvingeart som beskrevs av Karl Strenzke 1950. Paraphaenocladius pseudirritus ingår i släktet Paraphaenocladius och familjen fjädermyggor. Arten är reproducerande i Sverige. Inga underarter finns listade i Catalogue of Life.